# Тиннум
Тиннум (нем. Tinnum, с.-фриз. Tinem) — деревня на острове Зильт в Северном море в районе Северная Фризия в федеральной земле Шлезвиг-Гольштейн, Германия. Сегодня Тиннум входит в общину Зильт.

## Этимология
Значение слова «Тиннум» неизвестно. Оно может происходить от teninge, древнефризского слова, означающего «ограждение». Согласно одному из вариантов, слово может также означать «дом Тинне».

## История
В болотах к юго-западу от деревни находится так называемый Тиннумбург, круговой вал на месте, на котором видны следы использования его людьми 2000 лет назад. По местной традиции, собрания Тинга раньше проводились возле курганов к северу от деревни (теперь их убрали, чтобы освободить место для аэропорта). Первое упоминание о Тиннуме как о Тюннуме относится к 1440 году. В 1613 году в деревне проживало 34 землевладельца. В 1649 году был построен Ландфогтай — резиденция фогта, местного представителя сеньора. Тиннум оставался резиденцией фогта Зильта до 1868 года. Первая (частная) школа была построена в Тиннуме в 1659 году. В 1665 году в деревне было 55 домов, облагаемых налогом, включая недавно построенную мельницу. В 1770 году было уже 88 домов, но из-за большого наводнения 1825 года их число сократилось до 72 (население составляло 252 жителей). В 1837 году здесь была построена тюрьма Зильта, и Тиннум стал резиденцией местного суда, пока в 1904 году он не был перемещен в Вестерланд. В 1838 году в Тиннум переместилась школа мореплавания.
К 1890 году в Тиннуме насчитывалось 72 дома и 347 жителя. Тиннум был подключен к электросети Вестерланда в 1925 году. В 1920-х годах Тиннум был источником большей части земли, используемой при строительстве дамбы Гинденбурга. С 1927 по 1930 год в Тиннуме располагалась станция на недавно построенной железнодорожной линии Вестерланд-Нибюлль. Близость Тиннума к Вестерланду и его центральное расположение рядом с железнодорожной веткой привело к тому, что в деревне были построены промышленные зоны и склады, что изменило его сельский облик, особенно после Второй мировой войны.

## География
Центр Тиннума расположен примерно в 4 км к юго-востоку от центра Вестерланда. Общая площадь округа составляет около 751 га.

## Демография
Население Тиннума составляет около 3 100 человек (на 2013 год).

## Экономика
Сегодня туризм доминирует в местной экономике. Зоны бизнес-парков вдоль дороги K117 играют важную роль в обслуживании как индустрии туризма, так и экономики Зильта в целом. Есть также несколько крупных предприятий розничной торговли.
Молочная ферма была закрыта в 1996 году. С 1960 года Тиннум имеет статус климатического курорта.

## Достопримечательности

### Тиннумбург

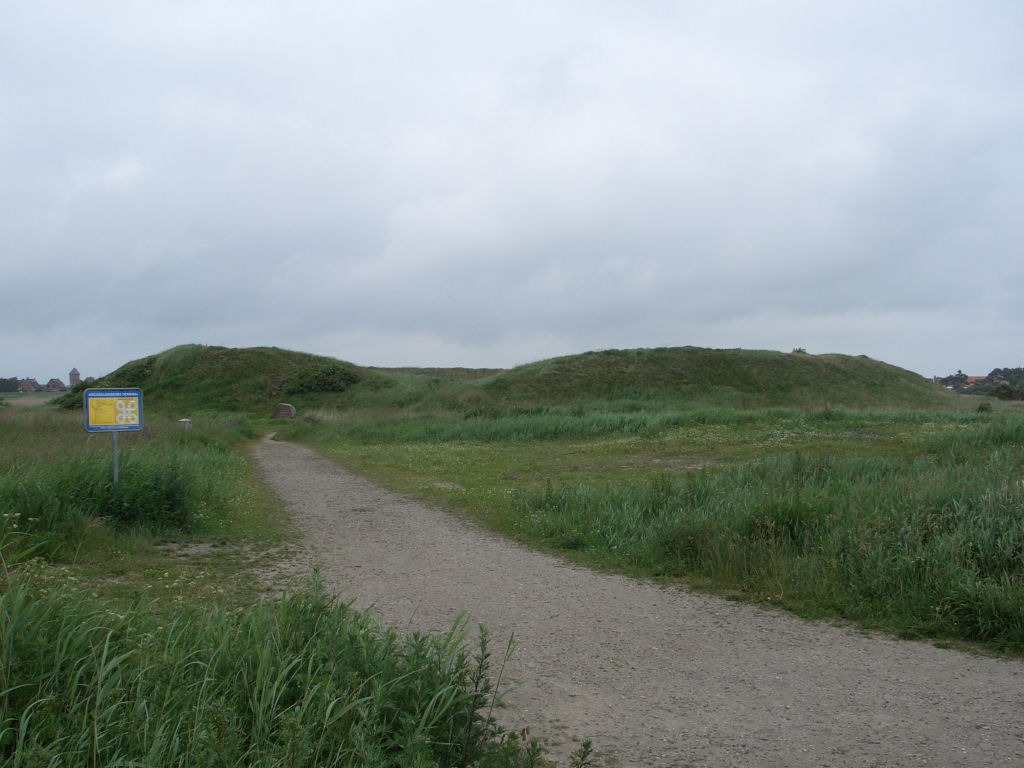
Тиннумбург

На участке, который сегодня называется Тиннумбург, были обнаружены находки, возраст которых составляет около 2000 лет. Вероятно, в то время он служил местом для языческого культа. По прошествии нескольких сотен лет были построены видимые сейчас земляные валы (остаточная высота до 8 метров, глубина до 20 метров, диаметр — 120 метров). В эпоху викингов сооружение использовалось для защиты жилищ. Во время раскопок 1976 года были обнаружены остатки доисторических очагов и земляных хижин.
В XVIII веке ландфогт приказал провести раскопки и пробить одну из стен. В XIX веке фермеры использовали это место как водопой для крупного рогатого скота. Выкопанные во время Второй мировой войны окопы были позже засыпаны.

### Другое
С 1963 года работает небольшой зоопарк, в котором обитает около 300 видов животных.

## Руководство
В результате реформы 1970 года Тиннум стал частью вновь созданной общины Зильт-Ост. 1 января 2009 года Зильт-Ост был объединён с Рантумом и городом Вестерланд. На отдельных референдумах в 2008 году Вестерланд (подавляющее большинство) и Зильт-Ост (относительное большинство) согласились на слияние в мае 2008 года. Рантум вскоре последовал их примеру. В сентябре 2008 году был подписан договор о слиянии.
Тиннум теперь является округом общины Зильт. С 1 мая 2015 года главой общины является Николас Хэккель.

## Инфраструктура

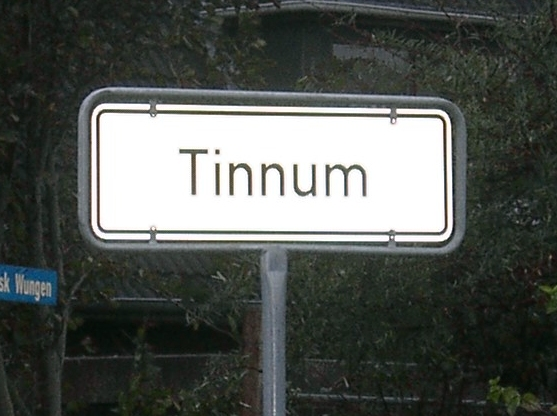
Знак, оповещающий о въезде в Тиннум

### Транспорт
Дорога K117 соединяет Тиннум с Кайтумом и Вестерландом. Sylter Verkehrsgesellschaft осуществляет руководство автобусными перевозками, которые являются очень востребованными на острове.
Аэропорт Зильта расположен к северу от деревни. Однако его терминал находится на западной стороне аэродрома, недалеко от Вестерланда.